# L'Ardente
L'Ardente is een Belgisch historisch merk van motorfietsen.
Ateliers H. Vassen in Luik produceerde in 1953 lichte motorfietsjes met een 98cc-Sachs-tweetaktmotortje. Het werd echter geen succes zodat het merk weer snel van de markt verdween.